# Vintage print

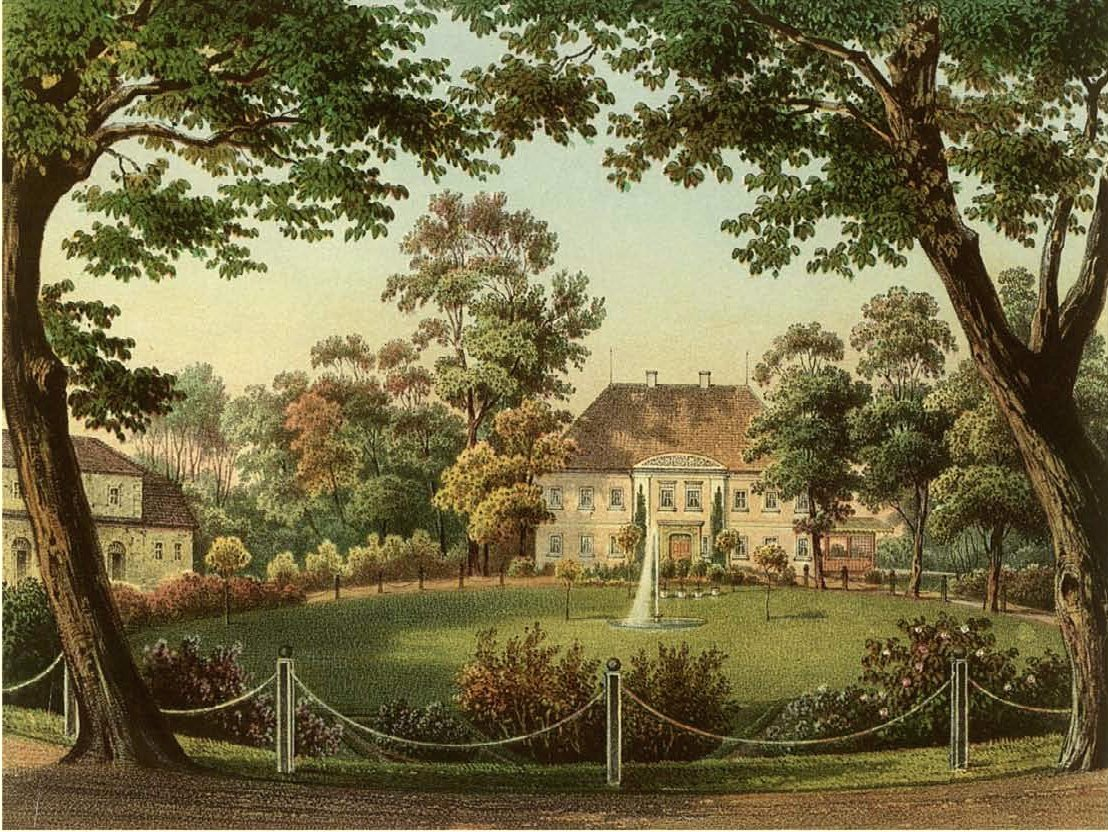
Barevná litografie z roku 1883

Vintage print je první fotografie, kterou fotograf – autor zhotoví vlastnoručně z vyvolaného vlastního negativu.

## Popis
Vintage printy se považují za originál uměleckého díla, jinak je možné získat libovolné množství kopií z jednoho negativu. Většinou to znamená, že tyto originály jsou podepsány autorem. Na trhu s uměním se tento termín používá ještě pro označení starých tisků – obzvláště z počátku 20. a 19. století například pro litografie (kamenotisky), lepty, rytiny nebo oceloryty. Od sedmdesátých let dvacátého století do této kategorie lze zahnout také metodu cromalin.
Tisky, které vznikly do roku 1800, se nazývají tisky starých mistrů (anglicky Old master prints). 

## Zajímavé příběhy

### Matka přistěhovalkyně

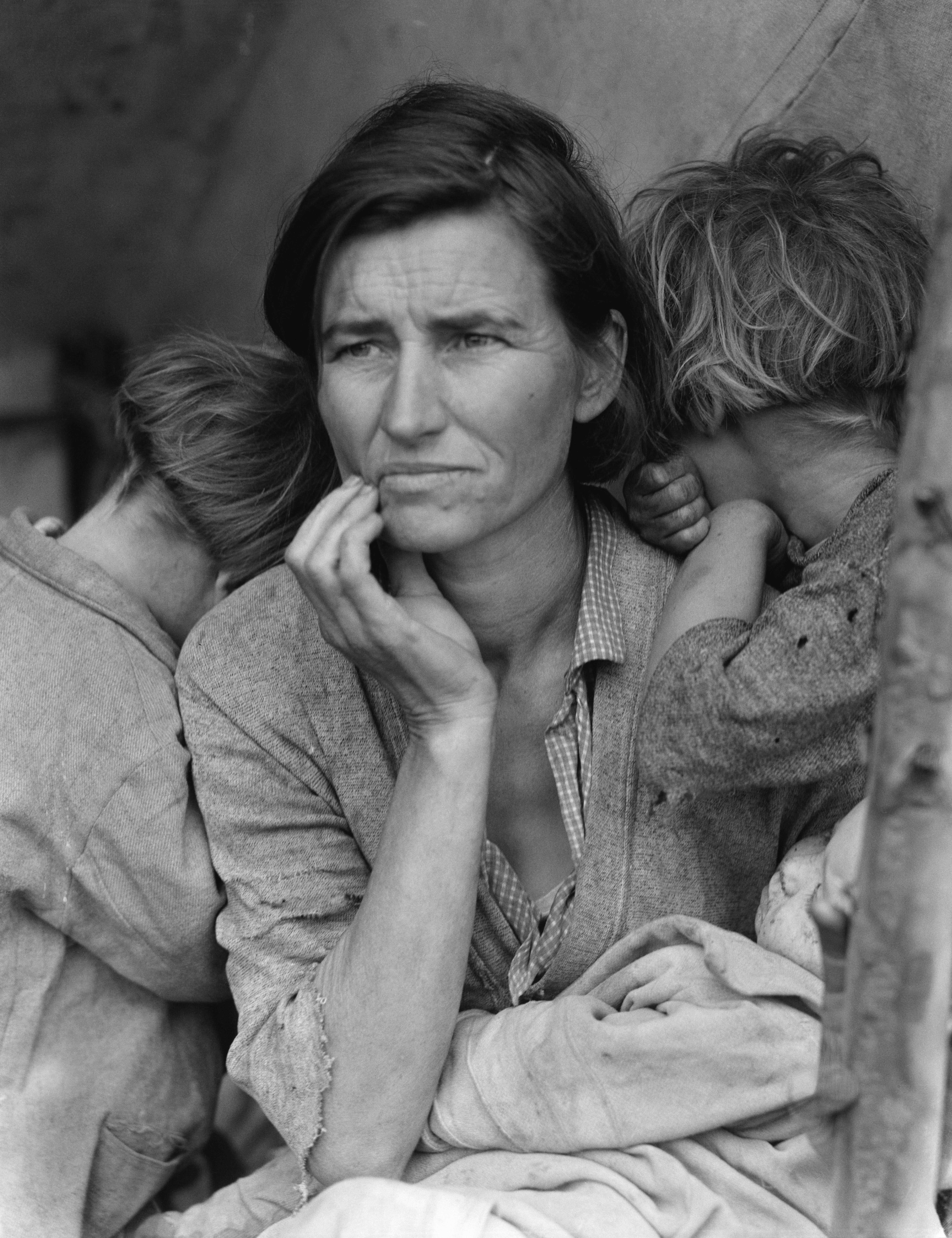
Dorothea Langeová: Matka přistěhovalkyně (Migrant mother), 1936, ze sbírky Knihovny Kongresu

Na konci 60. let našel Bill Hendrie původní originály Matky přistěhovalkyně (Migrant Mother) a 31 dalších vintage printů Dorothey Langové v kontejneru v San José. Po smrti Hendrieho a jeho ženy tyto fotografie znovuobjevila při vyklízení domova rodičů jejich dcera Marian Tankersley.
V roce 1998 se vyretušovaná fotografie Matky dostala na známku o nominální hodnotě 32 centů americké poštovní služby u příležitosti oslavné série 30. let dvacátého století. Tisk známky byl neobvyklý, neboť dcery Katherine McIntosh (vlevo) a Norma Rydlewski (v náručí Thompsonové) byly ještě v době tisku naživu a je velmi neobvyklé pro poštovní služby tisk známky s podobiznami jednotlivců, kteří nejsou mrtví nejméně 10 let.
Ve stejném měsíci, kdy byla vydána americká známka, byla na aukci Sotheby's v New Yorku prodána fotografie s ručně psanými poznámkami Langeové a jejím podpisem za 244 500 dolarů. V listopadu 2002 se prodal vintage print Matky od Dorothey Langeové prodal na New York Christie za 141 500 dolarů. V říjnu 2005 anonymní kupec vyplatil 296 000 dolarů v Newyorské Sotheby za nově objevený snímek Langeové. Jeho cena celkem šestkrát překročila původní nabízenou sumu.